# Gunzenhausen
Gunzenhausen (bavarois : Gunzenhausn) est une ville allemande située en Bavière, dans l'arrondissement de Weißenburg-Gunzenhausen.

## Histoire
| Appartenances historiques Burgraviat de Nuremberg 1368–1398 Principauté d'Ansbach 1398–1792 Royaume de Prusse 1792–1806 Royaume de Bavière 1806–1918 République de Weimar 1918–1933 Reich allemand 1933–1945 Allemagne occupée 1945–1949 Allemagne 1949–présent |

En 90 AD Gunzenhausen a été réglée par les Romains. Il y a aussi un castell ici. En 241 AD les Alamans vendu les Romains.[pas clair]
Le 25 mars 1934 se déroule à Gunzenhausen un pogrom contre la petite communauté juive de la ville, connu sous le nom de Blutpalmsonntag ou dimanche des Rameaux de sang. C'est le premier pogrom après l'arrivée au pouvoir des nazis.